# Monaghan
Monaghan [ˈmonəhan], irisch Muineachán [ˈmʷinʲəxaːɴ], ist die Hauptstadt des Countys Monaghan in der Republik Irland. Der Name bedeutet „Land der kleinen Hügel“ und bezieht sich auf das Umland von Monaghan. Die Einwohnerzahl beträgt 7896 (2022).
Die Stadt liegt im Norden der Irischen Republik, knapp zehn Kilometer von der Grenze zu Nordirland entfernt.

## Sehenswürdigkeiten
Das Stadtzentrum besteht aus vier untereinander verbundenen Marktplätzen, dem Kirchplatz, dem zentralen Platz (The Diamond genannt) und dem Old Cross Square. Das am Marktplatz gelegene Market House wurde 1792 erbaut und ist heute eine Kunstgalerie. Das Country Museum zeigt Ausstellungen zur Geschichte und Archäologie und liegt ganz in der Nähe. Eines der bedeutendsten Gebäude der Stadt ist die St-Macartan’s-Kathedrale mit ihrer wundervollen Rosette und dem Kirchturm. Sie ist Bischofskirche des römisch-katholischen Bistums Clogher, das hier seinen Sitz hat.

## Geschichte
Am 17. Mai 1974 verübte die protestantisch-unionistische Terrorgruppe Ulster Volunteer Force (UVF) mit einer Autobombe einen Anschlag in Monaghan, bei dem sieben Menschen ums Leben kamen. Nahezu zeitgleich explodierten in Dublin drei weitere Bomben, die 26 Menschen töteten.

## Industrie
Es gibt eine bedeutende Industrie, die Holzhäuser produziert, und außerdem Möbelindustrie. Ferner sind hier Betriebe der Lebensmittelindustrie angesiedelt.

## Söhne und Töchter der Stadt
- Juan Mackenna (1771–1814), irisch-chilenischer Offizier
- Charles Gavan Duffy (1816–1903), irischer Nationalist und australischer Politiker
- John McGough (1876–1967), britischer Leichtathlet
- Seymour Crawford (1944–2018), irischer Politiker
- Paudge Connolly (* 1953), irischer Politiker
- Caoimhghín Ó Caoláin (* 1953), irischer Politiker
- Patricia McKenna (* 1957), irische Politikerin (ehemals Green Party)
- Jonathan Douglas (* 1981), irischer Fußballspieler